# Ďubákovo
Ďubákovo es un municipio del distrito de Poltár en la región de Banská Bystrica, Eslovaquia, con una población estimada a final del año 2024 de 84 habitantes.
Se encuentra ubicado en el centro de la región, cerca del río Ipoly —un afluente izquierdo del Danubio— y de la frontera con Hungría.

## Demografía
| Año        | 1994 | 2004    | 2014     | 2024 |
| ---------- | ---- | ------- | -------- | ---- |
| Población  | 126  | 116     | 84       | 84   |
| Diferencia |      | −7,93 % | −27,58 % | +0 % |

| Año        | 2023 | 2024  |
| ---------- | ---- | ----- |
| Población  | 75   | 84    |
| Diferencia |      | +12 % |